# Влошаковиці
Влошаковиці (пол. Włoszakowice) — село в Польщі, у гміні Влошаковиці Лещинського повіту Великопольського воєводства.
Населення — 3210 осіб (2011).
У 1975-1998 роках село належало до Лешненського воєводства.

## Демографія
Демографічна структура станом на 31 березня 2011 року:
|          | Загалом | Допрацездатний вік | Працездатний вік | Постпрацездатний вік |
| -------- | ------- | ------------------ | ---------------- | -------------------- |
| Чоловіки | 1537    | 340                | 1079             | 118                  |
| Жінки    | 1673    | 375                | 1017             | 281                  |
| Разом    | 3210    | 715                | 2096             | 399                  |